# Maurice Wilkins

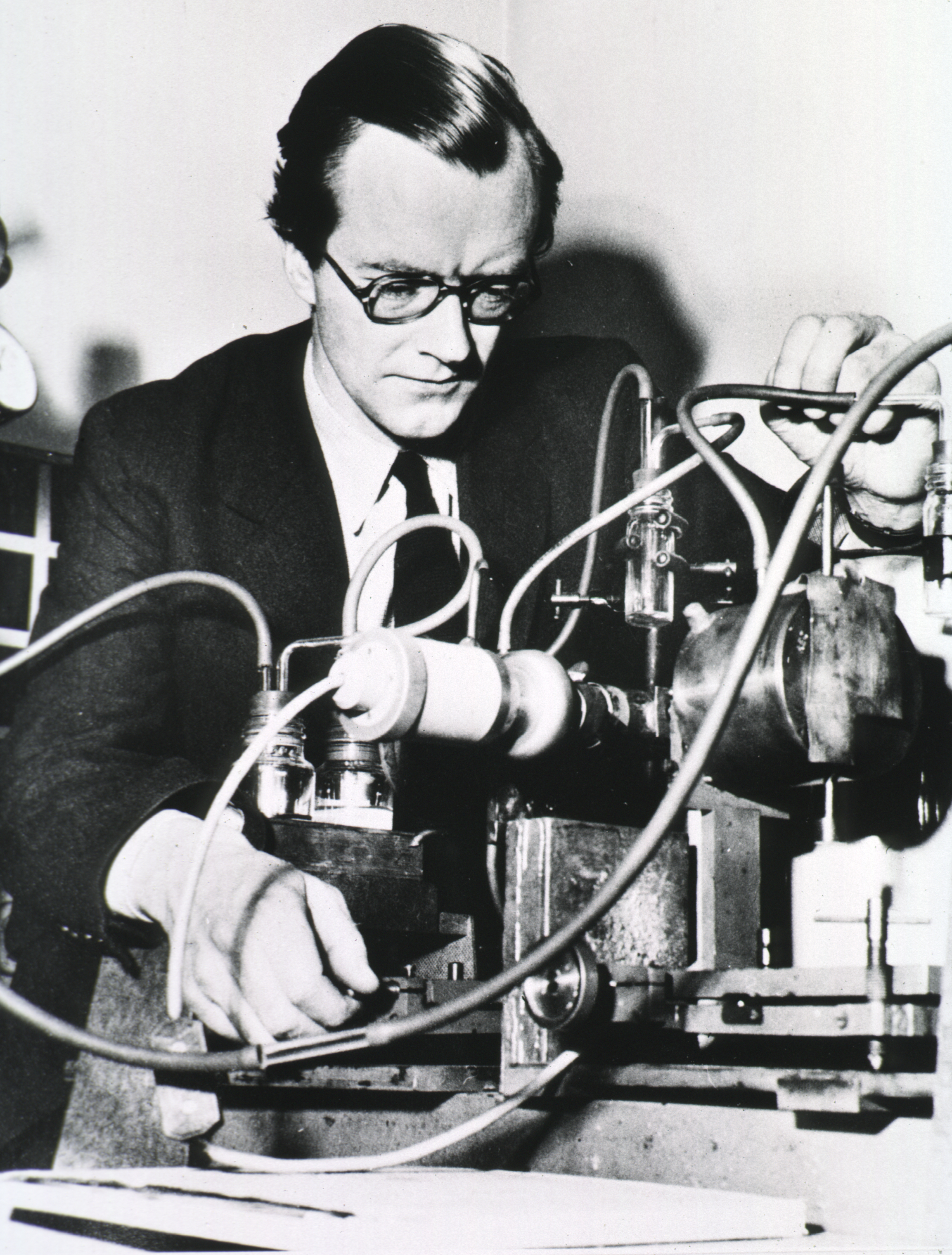
Maurice Wilkins

Maurice Hugh Frederick Wilkins CBE (* 15. Dezember 1916 in Pongaroa/Tararua District in Nord-Wairarapa, Neuseeland; † 5. Oktober 2004 in London) war ein neuseeländischer Physiker und Nobelpreisträger. Er forschte vor allem im Bereich der Röntgenkristallographie.

## Leben
Im Alter von sechs Jahren wurde der Sohn eines irischen Arztes nach England gebracht und machte sein Abitur in Birmingham. Er studierte Physik am St John’s College der Cambridge University mit dem Bachelor-Abschluss 1938 und erhielt 1940 seinen Doktorgrad für Physik an der University of Birmingham, wo er Forschungsassistent von John Turton Randall war und die Lumineszenz und Phosphoreszenz von Festkörpern untersuchte. Im Zweiten Weltkrieg wandte er diese Forschung für Radar-Bildschirme an. Er arbeitete unter Mark Oliphant (unter dem er schon in Cambridge studiert hatte) am britischen Atombombenprojekt in Birmingham (Separation von Uranisotopen mit Massenspektrographen) und setzte das im Manhattan Project an der University of California, Berkeley fort, bevor er 1945 wieder in der Forschungsgruppe von Randall war, der sich an der Universität St. Andrews mit Biophysik befasste. Das wurde auch das neue Forschungsgebiet von Wilkins. 1946 wechselte die Gruppe an das King’s College London, wo das Medical Research Council eine Biophysik-Forschungsgruppe einrichtete.
Dort befasste er sich zunächst mit der Auswirkung von Ultraschall auf Genmaterial und dann mit der Entwicklung von Mikroskopen für Ultraviolett-Mikrospektrophotometrie, mit denen er ebenfalls Genmaterial (Nukleinsäuren) in Zellen untersuchte. Durch Untersuchung der Polarisation der UV-Strahlung unternahm er Studien der Orientierung der Purine und Pyrimidine in der Nukleinsäure des Tabakmosaikvirus (TMV). Außerdem untersuchte er die Orientierung von Virusteilchen in Kristallen des TMV mit Polarisationsmikroskopen im visuellen Bereich des Spektrums. Danach wandte er sich der Strukturuntersuchung mit Röntgenbeugung zu und untersuchte damit auch die DNA. 
In dieser Zeit arbeitete er mit Rosalind Franklin in angespanntem Verhältnis zusammen und fertigte gemeinsam mit seinem Assistenten Wilson heimlich Kopien von Franklins Daten an. Diese noch unveröffentlichten Forschungsergebnisse Franklins gab er anschließend an deren Konkurrenten James Watson und Francis Crick weiter, was letzteren 1953 die Ableitung der DNA-Struktur ermöglichte. Wilkins wies später nach, dass die von den beiden vorgeschlagene Doppelhelix-Struktur tatsächlich richtig war und erhielt hierauf zusammen mit Watson und Crick den Medizinnobelpreis. Die Forschungsgeschichte von Watson, Wilkins und Crick wurde später für die Verletzung der Regeln der guten wissenschaftlichen Praxis kritisiert, da deren Veröffentlichung in Nature 1953 auf der Weitergabe der Forschungsergebnisse von Rosalind Franklin beruhte.
Wilkins unterrichtete bis zu seinem Tode am King’s College. 1950 wurde er dort Assistant Director der Biophysik-Gruppe des Medical Research Council und 1955 Deputy Director. Nach der Gründung einer eigenen Unter-Abteilung Biophysik am King’s College (ab 1961 eine eigenständige Abteilung) wurde er dort Honorary Lecturer.
Wilkins war von 1944 bis 1947 mit Ruth Abbot verheiratet, mit der er einen Sohn hatte. 1959 heiratete er Patricia Ann Chidgey, mit der er zwei Söhne und zwei Töchter hatte. Er sammelte als Hobby Skulpturen und war Hobby-Gärtner.

## Auszeichnungen und Mitgliedschaften
1960 erhielt er den Albert Lasker Award for Basic Medical Research und 1962 zusammen mit Watson und Crick den Nobelpreis für Physiologie oder Medizin. 1970 wurde Wilkins in die American Academy of Arts and Sciences gewählt. 1959 wurde er Fellow der Royal Society. 1962 wurde er CBE.

## Schriften
- R. Langridge, H. R. Wilson, C. W. Hooper, M. H. F. Wilkins, L. D. Hamilton: The molecular configuration of deoxyribonucleic acid. I. X-ray diffraction study of a crystalline form of the lithium salt, J. Mol. Biol., Band 2, 1960, S. 19
- M. Spencer, W. Fuller, M. H. F. Wilkins, G. L. Brown: Determination of the helical configuration of ribonucleic acid molecules by X-ray diffraction study of crystalline amino-acid-transfer ribonucleic acid, Nature, Band 194, 1962, S. 1014.